# Anton Hrušecký
Anton Hrušecký (2. ledna 1942 Sereď – 18. června 2019 Banská Bystrica) byl slovenský fotbalista, záložník, reprezentant Československa. Po skončení aktivní kariéry působil jako trenér.

## Fotbalová kariéra
V československé reprezentaci odehrál roku 1972 tři utkání (na tzv. Poháru nezávislosti) a dal jeden gól. Jednou nastoupil i v olympijském výběru. V československé lize nastoupil ve 277 utkáních a dal 32 gólů. Hrál za Spartak Trnava (1964–1974), s nímž získal pět titulů mistra republiky (1968, 1969, 1971, 1972, 1973), dvakrát vyhrál Československý pohár (1967, 1971) a postoupil do semifinále Poháru mistrů evropských zemí (1969). V Poháru mistrů evropských zemí nastoupil ve 24 utkáních a dal 2 góly, v Poháru vítězů pohárů nastoupil ve 4 utkáních a v Poháru UEFA nastoupil v 6 utkáních. Po skončení ligové kariéry v Trnavě odešel do druhé ligy do Dukly Banská Bystrica. V nižších soutěžích nastupoval také za Stavomontáže Selce, TŽ Třinec, ČH Bratislava a Malacky.

## Ligová bilance
| Ročník                                   | Zápasy | Góly | Minuty | Klub                  |
| ---------------------------------------- | ------ | ---- | ------ | --------------------- |
| 1. československá fotbalová liga 1964/65 | 26     | 7    | 2 340  | Spartak Trnava        |
| 1. československá fotbalová liga 1965/66 | 21     | 3    | 1 890  | Spartak Trnava        |
| 1. československá fotbalová liga 1966/67 | 25     | 2    | 2 250  | Spartak Trnava        |
| 1. československá fotbalová liga 1967/68 | 23     | 4    | 2 070  | Spartak Trnava        |
| 1. československá fotbalová liga 1968/69 | 25     | 4    | 2 213  | Spartak Trnava        |
| 1. československá fotbalová liga 1969/70 | 29     | 5    | 2 536  | Spartak Trnava        |
| 1. československá fotbalová liga 1970/71 | 30     | 3    | 2 656  | Spartak Trnava        |
| 1. československá fotbalová liga 1971/72 | 30     | 1    | 2 675  | Spartak Trnava        |
| 1. československá fotbalová liga 1972/73 | 30     | 0    | 2 655  | Spartak Trnava        |
| 1. československá fotbalová liga 1973/74 | 27     | 1    | 2 368  | Spartak Trnava        |
| 1. československá fotbalová liga 1974/75 | 11     | 2    | 751    | Spartak Trnava        |
| 2. československá fotbalová liga 1974/75 | 10     | 0    | –      | Dukla Banská Bystrica |
| 2. československá fotbalová liga 1975/76 | 7      | 0    | –      | Dukla Banská Bystrica |
| CELKEM 1. liga                           | 277    | 32   | 24 404 |                       |

## Trenérská kariéra
Po skončení aktivní kariéry působil jako trenér v Dukle Banská Bystrica. Jako hlavní trenér vedl také Selce, Zvolen, Prievidzu, Trenčín, Levice, Komárno a Nové Zámky. Jako asistent trenéra působil kromě Dukly Banská Bystrica také v Interu Bratislava (I. liga, trenéři Michal Vičan a Štefan Šimončič) a v Hurbanovu.